# Peter A. Clayton
Peter A. Clayton (né en 1937) est un égyptologue britannique.
Son ouvrage « Chronique des pharaons », contenant la biographie de 170 souverains de l'Égypte antique, est une bible pour les égyptologues.

## Publications
- Chronique des pharaons [détail de l’édition].
- The Rediscovery Of Ancient Egypt. Artists And Travellers In The 19th Century, Londres, Thames and Hudson, 1984, 192 p..
- L'Égypte retrouvée, Seghers, 1er novembre 1984, 192 p. (ISBN 978-2-221-01291-8).